# Lancia Eta
Lancia Eta är en personbil, tillverkad av den italienska biltillverkaren Lancia mellan 1911 och 1914.
Eta var en mindre version av den samtida Epsilon, mer lik företrädaren  Delta. Från 1913 kunde bilen levereras med elektrisk belysning. 